# چین شمالی و جنوبی
چین شمالی و چین جنوبی، دو منطقهٔ تقریبی در چین هستند. مرز دقیق بین این دو منطقه، دقیقاً تعریف نشده‌است و فقط برای نشان دادن جایی است که به‌نظر می‌رسد تفاوت‌های منطقه‌ای بین اقلیم مناطق شمالی و جنوبی چین وجود دارد. در این دو منطقه تفاوت‌هایی در فرهنگ، زبان و هویت تاریخی به‌وجود آمده‌است.
خط فرضی چین‌لینگ-هوآی اغلب به‌عنوان خط تقسیم جغرافیایی بین شمال و جنوب چین استفاده می‌شود.

## وضعیت کنونی
در دوران مدرن، شمال و جنوب تنها یکی از راه‌هایی است که مردم چین خود را شناسایی می‌کنند، و شکاف بین چین شمالی و جنوبی نیز به‌دلیل ملی‌گرایی متحد چین و هم به‌دلیل تعلق به مناطق متمایز زبانی و فرهنگی در داخل چین، پیچیده شده‌است.
در طول اصلاحات دنگ شیائوپینگ در دههٔ ۱۹۸۰، چین جنوبی بسیار سریع‌تر از چین شمالی توسعه یافت و برخی از محققان را به این فکر واداشت که آیا تفاوت اقتصادی، باعث ایجاد تنش سیاسی بین شمال و جنوب می‌شود یا خیر. به‌طور کلی، سواحل جنوب شرقی چین از سواحل شمال شرقی ثروتمندتر هستند.

## تفاوت‌ها
مفاهیم شمال و جنوب همچنان نقش مهمی در تفکرات قالبی منطقه‌ای ایفا می‌کنند.
«شمالی‌ها» به‌طور کلیشه‌ای به‌این‌صورت تصور می‌شوند:
- صحبت کردن به چینی ماندارین با لهجهٔ شمالی (روتیک).
- احتمال بیشتری برای خوردن رشته‌فرنگی، کوفته و غذاهای مبتنی بر گندم[۲] (به‌جای غذاهای مبتنی بر برنج) وجود دارد.[۳][۴][۵]

«جنوبی‌ها» به‌طور کلیشه‌ای به‌این‌صورت تصور می‌شوند:
- صحبت کردن به چینی ماندارین با لهجهٔ جنوبی (غیر روتیک) یا صحبت کردن به هر گونه از زبان چینی جنوبی، مانند چینی یوئی (مثلاً کانتونی)، چینی مین (مثلاً هاکین)، چینی وو (مثلاً زبان شانگهایی)، چینی هاکا، چینی شیانگ یا چینی گن.
- بیشتر احتمال دارد که غذاهای مبتنی بر برنج (به‌جای غذاهای حاوی گندم) و غذاهای دریایی بخورند.[۶][۷][۸]

این موارد، به‌عنوان کلیشه در میان جمعیت بزرگ و بسیار متنوع چین، دیده می‌شود.

## اقلیم

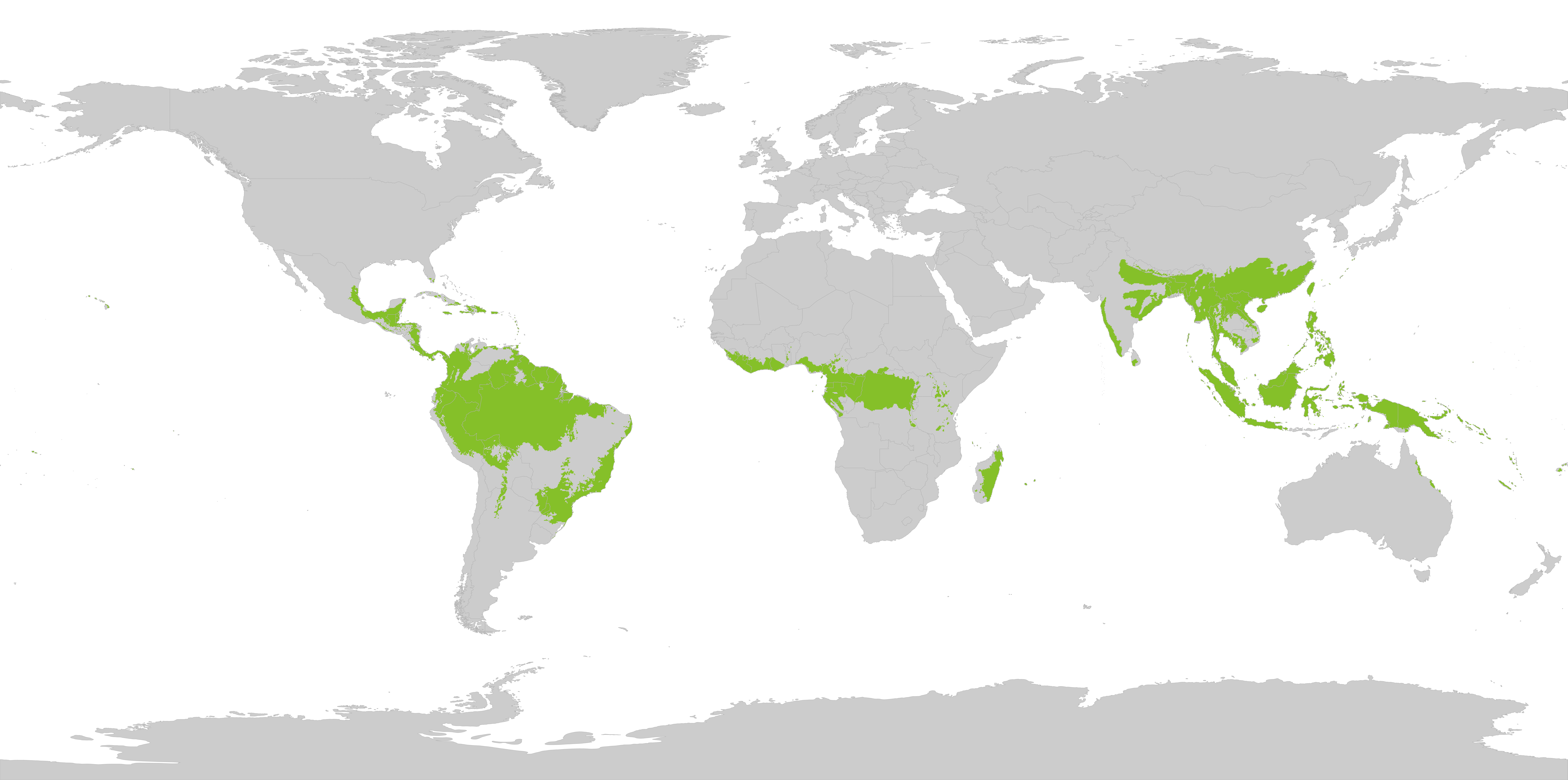
پراکندگی جنگل‌های مرطوب استوایی که در مناطق جنوبی چین وجود دارد اما در مناطق شمالی چین، کمتر وجود دارد.

یکی از موضوعات اصلی برای دوگانگی بین مناطق شمالی و جنوبی چین بدون شک، اقلیم این مناطق است. مناطق جنوبی چین به نواحی استوایی نزدیک‌تر هستند که در آن، بادهای موسمی شدید مانند بادهای موسمی شرق آسیا می‌وزد. برخی از نمونه‌ها شامل مناطقی در جنوب شرقی چین با چنین محیط‌هایی مانند جنگل‌های همیشه‌سبز نیمه‌گرمسیری جنوب چین-ویتنام است.
از سوی دیگر، مناطق شمالی چین شرایط اقلیمی متفاوتی دارند که زمستان‌های آن سرد و خشک است اما در مناطق جنوبی چین، تابستان‌ها می‌تواند بسیار گرم و مرطوب باشد.